# (8839) Novichkova
(8839) Novichkova es un asteroide perteneciente al cinturón de asteroides, descubierto el 24 de octubre de 1989 por la astrónoma soviética Liudmila Chernyj desde el Observatorio Astrofísico de Crimea.

## Designación y nombre
Designado provisionalmente como 1989 UB8. Fue nombrado Novichkova en honor a la hematóloga soviética Vera Stepánovna Novichkova.